# (18360) Sachs
(18360) Sachs (1990 TF9) – planetoida z pasa głównego asteroid okrążająca Słońce w ciągu 4,53 lat w średniej odległości 2,74 j.a. Odkryta 10 października 1990 roku.